# Кралската академия
 Тази статия е за анимационния сериал.  За академията по изкуствата вижте Кралска академия по изкуствата.  
„Кралска академия“ (на италиански: Regal Academy) е италиански анимационен сериал, създаден от Инджино Страфи и продуциран от студиото Rainbow Srl. Режисьорът на този сериал е познат още от сериали като „Уинкс Клуб“, „Мия и аз“ и други.

## Излъчване
Премиерата на сериала в Италия е по канал Rai YoYo на 21 май 2016 г.
Сериалът започва излъчване в САЩ по Nickelodeon на 13 август 2016 г., а в Канада – по канал YTV на 3 декември 2016 г. Английският дублаж се записва в студио Duart film and vide.

## Сюжет
Сериалът отразява живота на едно нормално момиче на име Роуз, тийнейджърка от Земята, Един ден тя открива ключ, който води към приказна земя, където живеят героите от приказките. Тя бива записана в престижното училище Regal Academy. Роуз разбира, че е внучка на директора на училището Пепеляшка. Роуз решава да научи как да използва своите сили, за да се бие срещу злото. Също така създава доста проблеми поради своята непохватност, но нейните приятели Астория, Джой, Хоук и Травис са предано до нея през цялото време.

## В България
Първият епизод се излъчва на 15 март 2017 г. Останалите епизоди тръгват от 2 април, всяка неделя от 09:25 сутринта, по два епизода, а повторенията са през събота по същото време. Излъчва се до 13-и епизод, след това има няколко месеца чакане за втората част от 14-и до 26-и епизод. По желание на дистрибутора заглавието не е преведено, а е оставено като „Рийгъл академи“. Но началната песен, както и всички останали песни, са преведени и записани на български.
Дублажът е нахсинхронен в студио „Александра Аудио“ и е записан през януари 2017 г.
| Роля               | Изпълнител       |
| ------------------ | ---------------- |
| Роуз               | Ива Стоянова     |
| Травис             | Цвети Пеняшки    |
| Снежната кралица   | Василка Сугарева |
| Клара              | Лидия Михова     |
| Директор Пепеляшка | Лидия Михова     |
| Професор Снежанка  | Ива Апостолова   |
| Сириъс Брумстик    | Здравко Димитров |
| Дейв               | Здравко Димитров |
| Доктор Лефрог      | Здравко Димитров |
| Хъмпти Дъмпти      | Здравко Димитров |
| Дракон             | Георги Иванов    |
| Лошия вълк         | Георги Иванов    |
| Вики Брумстик      | Мими Йорданова   |

| Обработка              | Александра Аудио |
| ---------------------- | ---------------- |
| Изпълнителен продуцент | Васил Новаков    |
| Режисьор на дублажа    | Василка Сугарева |